# Râul Merezu
Râul Merezu este un afluent al râului Grohotișul. 

## Hărți
- Harta județului Brașov